# Интерлейкин 10
Интерлейкин 10  (англ. Interleukin-10, IL-10) — противовоспалительный цитокин, продукт гена человека IL10. Передача сигнала, опосредуемого интерлейкином 10, обеспечивается рецепторным комплексом, состоящим из 2 IL10RA (альфа-субъединиц) и 2 IL10RB (бета-субъединиц). Интерлейкин 10 активирует STAT3-опосредуемый сигнальный путь. Фосфорилирование рецепторов проходит под действием киназ JAK1 и Tyk2 для альфа- и бета-субъединиц, соотв..

## Структура
Интерлейкин 10 является димерным белком, каждая субъединица состоит из 178 аминокислот. Относится ко 2-му классу цитокинов вместе с интерлейкинами 19, 20, 22, 24, 26 и интерферонами 1-го типа (альфа, бета, эпсилон, каппа и омега), 2-го типа (гамма) и 3-го типа (лямбда, или интерлейкины 28 и 29).

## Синтез и экспрессия
У человека ген интерлейкина 10 IL10 находится в хромосоме 1 и содержит 5 экзонов. Продуцируется главным образом моноцитами и, в меньшей степени, лимфоцитами, включая Т-хелперы2-го типа (TH2), тучные клетки, CD4+CD25+Foxp3+ регуляторные Т-клетки и некоторыми субпопуляциями активированных T- и B-лимфоцитов. Интерлейкин 10 может синтезироваться моноцитами в ответ на активацию PD-1. Экспрессия этого интерлекина в обычных условиях минимальна в нестимулированных тканях и требует активации клеток обычной либо патогенной микрофлорой. Интерлейкин 10 регулируется на транскрипционном и пост-транскрипционном уровнях. Существенная перестройка локуса IL-10 происходит при стимулировании моноцитарных Толл-подобных рецепторов или Fc-рецептора. Индукция интерлейкина 10 включает такие сигнальные молекулы, как ERK1/2, p38 и NF-κB и активацию транскрипции под действием факторов транскрипции NF-κB и AP-1. Саморегуляция интерлейкина 10 осуществляется через механизм отрицательной обратной связи, который включает аутокринную стимуляцию IL10R и ингибирование p38-сигнального пути. Кроме этого, регулирование интерлейкина 10 происходит на пост-транскрипционном уровне за счёт контроля стабильности мРНК через AU-обогащённые элементы и микроРНК, таких как let-7 или miR-106.

## Функции
Интерлекин 10 обладает множественными плейотропными воздействиями на иммунорегуляцию и воспаление. Он снижает экспрессию цитокинов Th1, антигенов MHC класса II и ко-стимулирующих молекул на макрофагах. Увеличивает выживаемость B-клеток, их пролиферацию и продукцию антител. Блокирует активность NF-κB и регулирует сигнальный путь JAK-STAT.
После открытия интерлейкина 10 в 1991 году первоначально было обнаружено, что он подавляет синтез цитокинов, презентацию антигенов и активацию CD4+ T-клеток. Позже было показано, что он ингибирует индукцию секреции воспалительных цитокинов ФНО IL-1β,, интерлейкина 12 и интерферона-гамма, опосредованную липополисахаридом и другими бактериальными продуктами через активацию Толл-подобных рецепторов на миелоидных клетках.